# Allodia mendli
Allodia mendli är en tvåvingeart som beskrevs av Eberhard Plassmann 1977. Allodia mendli ingår i släktet Allodia och familjen svampmyggor. Inga underarter finns listade i Catalogue of Life.